# José María Benavente
José María Benavente y Bustamante (Concepción, 10 de septiembre de 1785-La Serena, 14 de octubre de 1833) fue un militar chileno. Importante patriota carrerino durante la Independencia de Chile, culminó su carrera militar como Ministro de Guerra y Marina durante 1830.

## Biografía
Procedente de una familia militar y hermano del independentista y político Diego José Benavente, ingresó a los 10 años como cadete al batallón de Dragones de la Frontera, formando parte de sus filas durante seis años. 
Tras las noticias del surgimiento del movimiento independentista en Chile, solicita su regreso y adquiere el grado de capitán. Entre 1811 y 1813 se une a las expediciones de los patriotas de las Provincias Unidas del Río de la Plata. A su regreso a Chile durante la Guerra de independencia, asume el mando como capitán de un batallón de caballería de los Húsares de la Gran Guardia, creados por el general José Miguel Carrera. Durante la guerra es ascendido a coronel. Tras el desastre de Rancagua en 1814, emigró a la provincia de Cuyo junto a los hermanos Carrera. 
Exiliado en Argentina, Benavente se reúne nuevamente con el general Carrera para servir en sus campañas durante las Guerras civiles argentinas, hasta su derrota en la batalla de Punta del Médano el 31 de agosto de 1821. Benavente es arrestado y conducido a Mendoza, donde es condenado por un tribunal militar a ser fusilado. La sentencia es conmutada en el último momento por los mendocinos, pero Carrera es ejecutado el 4 de septiembre. Las extremas y duras condiciones de la campaña en las pampas argentinas le ocasionan una aneurisma crónica al corazón, que años más tarde provocaría su fallecimiento. 
Antes de morir, Carrera le ruega a Benavente que se encargue de su esposa Mercedes Fontecilla y sus hijos, pero, como este estaba comprometido con doña Quiteria Varas Recabarren, fue su hermano Diego José quien cumplió con su voluntad. 
Benavente es conducido a Chile bajo severa custodia, y posteriormente exiliado a Brasil por el Director Supremo Bernardo O'Higgins, dedicándose por un tiempo a actividades comerciales.
Luego de la abdicación de O'Higgins regresa a su país con el favor del general Ramón Freire, reintegrándose al ejército como coronel. Al poco tiempo de su regreso se le encarga organizar una división para auxiliar al brigadier Francisco Antonio Pinto en la Expedición Libertadora del Perú, pero este le ordena regresar antes de su desembarco (véase Expedición de Benavente al Perú). 
En 1825 es nombrado comandante del Regimiento de Cazadores, y, en 1827, es ascendido a general de brigada y más tarde ocupa el cargo de Intendente de Valparaíso y luego intendente provincial de Coquimbo; tres años después es designado como Ministro de Guerra y Marina de la República, en 1831 es designado por segunda vez Intendente en la provincia de Coquimbo.
Fallece en la ciudad de La Serena el 14 de octubre de 1833.

## Descripción
Hombre de trato agradable, bondadoso por naturaleza, muy estimado y respetado por su tropa, de la cual jamás se separaba y entre la que gozaba de gran reputación como valiente. Era de poca estatura, de facciones regulares, boca grande, tez blanca y cabello entre rubio.

Coronel Manuel A. Pueyrredón.